# Убивці (фільм, 1946)
«Вбивці» (англ. The Killers; 1946) — художній фільм Роберта Сьодмака з Національного реєстру фільмів США. Знятий в жанрі нуар за мотивами однойменного оповідання Ернеста Гемінґвея. У головних ролях дебютували дві яскраві зірки Голлівуду середини XX століття — Берт Ланкастер і Ава Гарднер.

## Сюжет
Наймані вбивці приїжджають у провінційне містечко і вбивають працівника заправки Оле Андерсена на прізвисько «Швед» (колишнього боксера і грабіжника). Усі свої гроші «Швед» заповів покоївці з готелю, в якому недовго жив. Агент страхової компанії Джим Ріардон хоче з'ясувати, чому «Швед» так вчинив і чому він не намагався втекти від убивць. Для цього він знаходить тих, хто колись знав убитого.

## Структура
Попри те, що назва фільму збігається з назвою короткого оповідання Гемінґвея, насправді лише перші двадцять хвилин безпосередньо пов'язані з ним. Усі подальші дії — абсолютно оригінальний сценарій на тему «чому події перших двадцяти хвилин могли статися».
Структурно це один із найбільш складних нуарів. Вельми заплутана розповідь, що складена з 11 флешбеків, — аналітична структура на кшталт «Громадянина Кейна». Парадокс у тому, що реконструйовані події мало прояснюють психологію «Швед» і Кітті — головні герої багато в чому так і залишаються загадкою, білою плямою.

## У ролях
- Берт Ланкастер — «Швед» Андерсен
- Ава Гарднер — Кітті Коллінс
- Едмонд О'Браєн — Джим Ріардон
- Альберт Деккер — Великий Джим Колфакс
- Сем Левін — Сем Любінскі
- Вінс Барнетт — Чарльстон
- Вірджинія Крістін — Лілі Харлін Любінскі
- Чарльз МакГроу — Ел
- Вільям Конрад — Макс

## Визнання
- Чотири номінації на «Оскар»: «Кращий режисер», «Кращий монтаж», «Краща музика до фільму», «Кращий адаптований сценарій».
- 1947 — премія «Едгар» за найкращий художній фільм.
- 2008 — стрічку «Убивці» включили до Національного реєстру фільмів.